# Pecos Pest
«Pecos Pest» (рус. Дядюшка Пекос, Надоедливый дядюшка Пекос; Пекос Вредитель) — 96-й эпизод мультсериала Том и Джерри, вышедший 11 ноября 1955 года. Это последний мультфильм цикла, в создании которого принимал участие продюсер Фред Куимби. Последующие эпизоды будут продюсировать сами режиссёры Уильям Ханна и Джозеф Барбера.

## Сюжет
Джерри получает телеграмму от своего дяди Пекоса. В ней говорится, что он из Техаса едет в город на телевизионный дебют и заночует у Джерри. Вскоре Пекос прибывает к своему племяннику Джерри. Им оказывается усатый мышонок в шляпе, сильно заикающийся. Он даёт Джерри представление на гитаре своей новой песней «Crambone». Гитарная струна лопается, и Пекос спрашивает у Джерри, нет ли у него запасной струны, на что тот качает головой, как бы говоря «нет». Пекос говорит что видит одну струну и вырывает у спящего Тома ус. Том просыпается, а испуганный Джерри хватает своего дядю и убегает в норку. Пекос ударяется об стену, пока пел песню. Том уже собрался их достать, но Джерри вовремя затащил дядю в норку, и Пекос поблагодарил рассерженного Тома, принявшего того за Джерри.
Том в ванной смотрится в зеркало и слышит, как гитарная струна снова порвалась. Пекос вырывает ещё один ус у Тома. Рассерженный Том хватает Пекоса под музыкальный звук скрипки, но Джерри приходит на, помощь и прыскает зубной пастой прямо в лицо Тома. Джерри бежит вместе с Пекосом под ковёр и падает через решётку пола. Том подбегает и слышит, как лопается ещё одна струна. В страхе Том закрывает решётку шкафом, креслом и стулом и, прячется рядом с подвальной дверью. Дверь придавливает Тома - это Пекос снова ищет его, а Джерри держит за хвост своего дядю. Дверь крошится, расплющенный Том раскрывается и убегает прочь. Кот продолжает бить Пекоса всем чем можно: хлебницей, дверью, метлой, но тот идет прямо на пролом, чтобы заполучить кошачий ус, и уверяет кота Тома, что больно не будет. Том выпрыгивает через разбитое окно и вновь забегает обратно домой. Он осторожно открывает глазок, но Пекос через него выдёргивает ус. Пекос немного играет на гитаре и струна снова лопается. Том убегает в комнату и прячется там в своем рыцарском шлеме. Пекос снова его ищет, и находит сидящим на кресле в рыцарском шлеме и держащим в руках книгу и сигару. Том бросает пепел на голову Пекоса, но тот переворачивает кресло и выдёргивает ещё один ус Тома. Том, боясь за двое оставшихся своих усов убегает прочь и прячется в туалетный шкаф, при этом закрывая дверь комнаты.
Затем Пекос приглашает Джерри, послушать песню которую он сыграет на бис. Сначала всё идёт хорошо, и даже Том успокаивается, и вылезает из шкафа, похожего на туалетную ванную комнату. Но струна снова лопается, и Том с воплем, и мяукающим криком опять закрывается в шкафу и прячется в этом туалете. Пекос подходит к двери туалетного шкафа и атакует дверь топором со словами: «Том, ты же знаешь, я не могу играть без струны». Том, наконец, сдаётся и машет белым флагом, затем вырывает свой пятый ус и передаёт его Пекосу. Позже Пекос говорит Джерри, что ему пора идти, и напоминает ему, чтобы тот не забыл посмотреть его концерт по телевизору завтра вечером.
На следующий вечер, Том и Джерри смотрят концерт Пекоса по старому телевизору. Пекос начинает петь, но струна на его гитаре снова лопнула. Том подходит к этому старому телевизору и начинает истерично смеяться над Пекосом, но тот через экран старого телевизора выдёргивает последний ус Тома и заканчивает своё выступление.

## Факты
- Это одна из серий, в которой Том и Джерри не враждуют.
- Это один из мультфильмов, где Том и Джерри смотрят телевизор.